# Мансонеллёз
Мансонеллёз (mansonellosis) — гельминтоз из группы филяриатозов, характеризующийся лихорадкой, аллергическими высыпаниями на коже, болями в суставах, эозинофилией.

## Этиология и эпидемиология
Возбудитель — нематода Mansonella ozzardi. Самки длиной 65-81 мм, шириной 0,21-0,25 мм. Микрофилярии длиной 0,173-0,240 мм, шириной 0,004-0,005 мм. Окончательный хозяин паразита — человек, промежуточные — мокрецы (Culicoides furens и т. д.). Микрофилярии в теле мокрецов становятся инвазионными для человека через 5-7 дней. Заражение человека происходит при кровососании мокрецов на человеке.
Этот нематодоз распространён в странах Южной и центральной Америки, а также в Индии.

## Патогенез
Возбудители в половозрелой стадии паразитируют у человека в брыжейке кишечника и под париетальной брюшиной, а личинки его (микрофилярии) циркулируют в крови.
В основе патогенеза лежит сенсибилизация организма продуктами обмена веществ и распада гельминтов.

## Клиническая картина
Как результат аллергизации организма отмечаются лихорадка, головные боли, головокружения, боли в суставах, онемение нижних конечностей, зудящие эритематозные высыпания на коже, иногда отёки.
Жизненный цикл паразита

## Диагностика, лечение, прогноз
Диагноз ставят на основании обнаружения в крови микрофилярий M. ozzardi.
Лечение проводят дитразином. В 1-й день назначают 2 мг препарата на 1 кг веса, во 2-й день 4 мг/кг, в 3-й и последующие дни 6 мг/кг. Длительность курса 10 дней. После двухнедельного перерыва проводят повторный курс лечения. Однако его эффективность достаточно низка.
Прогноз благоприятный. Возможно длительное течение болезни.
Профилактика: защита от укусов мокрец, уничтожение мокрец, лечение больных мансонеллёзом.